# Gcaleka theroni
Gcaleka theroni är en insektsart som beskrevs av Davies 1988. Gcaleka theroni ingår i släktet Gcaleka och familjen dvärgstritar. Inga underarter finns listade i Catalogue of Life.